# معركة أركي سور أوب
شهدت معركة أركي سور أوب مواجهة جيش إمبراطوري فرنسي بقيادة نابليون لجيش حلفاء أكبر بكثير بقيادة كارل فيليب، أمير شوارزنبرغ خلال حرب التحالف السادس. في اليوم الثاني للقتال، أدرك الإمبراطور نابليون فجأة أن تعداد قوات العدو يفوق تعداد قواته بكثير، وأمر مباشرة بانسحاب سري. وفي الوقت الذي وصلت فيه أنباء انسحاب نابليون إلى المارشال الميداني النمساوي شوارزنبرغ كان معظم الجيش الفرنسي قد أتم انسحابه وفشلت مطاردة الحلفاء بعد ذلك في منع الجيش الفرنسي المتبقي من الانسحاب بشكل آمن نحو الشمال. كانت تلك معركة نابليون ما قبل الأخيرة قبل تنحيه عن العرش ونفيه إلى إلبا، إذ كانت معركة ساينت ديزيير آخر معاركه.
في حين خاض نابليون قتالًا في الشمال ضد الجيش البروسي الروسي الذي كان تحت قيادة المارشال الميداني البروسي غيبهارد ليبيريخت فون بلوتشر، أرغم جيش شوارزنبرغ المارشال جاك مكدونالد على الانسحاب نحو باريس. بعد تحقيقه للنصر في رانس، تحرك نابليون جنوبًا لتهديد خط إمدادات شوارزنبرغ حتى ألمانيا. ردًا على ذلك، أمر المارشال الميداني النمساوي جيشه بالانسحاب نحو تروا وأركي سور أوب. وحين احتل نابليون أركي، صمم شوارزنبرغ الذي اشتهر عادة بحذره على القتال بدلًا من الانسحاب. لم تكن المواجهات في اليوم الأول حاسمة واعتقد نابليون مخطئًا أنه كان يتتبع عدوًا يحاول الانسحاب. في اليوم الثاني، تقدم الفرنسيون إلى أراض مرتفعة وصعقوا لرؤية ما بين 74 ألف و100 مقاتل من جيش العدو كانوا قد اتخذوا مواقعهم جنوب أركي. بعد قتال شرس شارك فيه نابليون شخصيًا، انسحبت القوات الفرنسية إلا أن ذلك شكل انتكاسة للفرنسيين.

## الخلفية

### العمليات في الشمال
مع نهاية شهر فبراير في عام 1814، اكتشف نابليون أن جيشي الحلفاء الذين كانا تحت قيادة شوارزنبرغ وبلوتشر قد تفرقا وأن جيش بلوتشر كان يندفع نحو باريس مع نحو 53 ألف جندي. ووقف في وجه بلوتشر 10 آلاف مقاتل فقط تحت قيادة المارشالين أوغست دو مارمونت وإدوار مورتيه. ترك الإمبراطور الفرنسي 42 ألف مقاتل تحت قيادة المارشالين مكدونالد ونيكولاس أودينو لاحتواء الجيش الرئيسي لشوارزنبرغ واتجه نحو الشمال الغربي رفقة 35 ألف مقاتل للتصدي للمارشال الميداني البروسي. صد مارمونت ومورتيي هجوم بلوتشر في معركة غو آ تريسمس في 28 من شهر فبراير. إلا أن نابليون فشل في أسر بلوتشر الذي تمكن من الهروب من الفخ. عند هذه النقطة، تبنى الإمبراطور الفرنسي خطة تهدف أولًا إلى إبعاد بلوتشر نحو الشمال، ومن ثم لملمة حاميات الحدود وأخيرًا الانقضاض على خط إمدادات شوارزنبرغ حتى ألمانيا.
مع مطاردة جيش نابليون البالغ عدده 48 ألف مقاتل لجيش بلوتشر حتى الشمال، وصلت تعزيزات عديدة إلى جيش الحلفاء. وكانت تلك الإمدادات تحت قيادة الجنرال الروسي فيرديناند فون وينتزينجيرود والجنرال البروسي فريدريك فيلهلم فرايهر فون بولوف. اعتقد الإمبراطور الفرنسي أن تعداد جيش خصمه كان يبلغ 70 ألف مقاتل، إلا أن تعداد جيش بلوتشر كان يبلغ في الواقع 110 ألف مقاتل. في 7 من شهر مارس، خاض نابليون قتالًا ضد الجيش الروسي الذي كان تحت قيادة ميخائيل سيميونوفيتش فورونتسوف في معركة كراون التي أطلقت عليها إحدى السلطات اسم نصر بيروسي فرنسي. في 9 و10 من شهر مارس هزم بلوتشر جيش نابليون الذي كان أضعف بكثير في معركة لاون. وكان فيلق مارمونت قد دحر، إلا أن نابليون تمكن عبر الحيلة من دفع جيش الحلفاء إلى عدم مطاردة جيشه المهزوم. في 12 من شهر مارس، استولى فيلق من جيش الحلفاء تحت قيادة إيمانويل دي ساينت بريست على مدينة رانس من حاميتها الفرنسية. وأمر نابليون على الفور جيشه بالسير نحو المدينة حيث حقق انتصارًا في معركة رانس في اليوم التالي. تعرض ساينت بريست لجراح مميتة وتعرض فيلقه لهزيمة إضافة إلى خسارة 3000 جندي و23 سلاح مدفعي.

### نابليون يهاجم الجنوب
منح نابليون جيشه 3 أيام من الراحة في رانس في حين أعاد المارشال ميشال ني احتلال شالون أن شمباني. وانضمت إلى ني فرقة يبلغ تعدادها 3000 مقاتل قادها جان فيليم جانسينز من حامية أردين. كان الإمبراطور الفرنسي يرغب بالتحرك نحو الشرق لتجميع حاميات أخرى، إلا أن هجوم شوارزنبرغ على الجنوب أرغمه على السير في ذلك الاتجاه. وفي حين كان نابليون يقود العمليات ضد بلوتشر في الشمال، ضغط الجيش الرئيسي للحلفاء على مكدونالد لإرغامه على الانسحاب نحو باريس. في 27 من شهر فبراير، هزم شوارزنبرغ أودينوت في معركة بار سور أوب، الأمر الذي أرغم مكدونالد على الانسحاب نحو الغرب. تغلب جيش الحلفاء على مكدونالد في يومي 3 و4 من شهر مارس في معركة لاوبريسيل. واحتل شوارزنبرغ تروا، إلى أنه توقف هناك حتى 12 من شهر مارس بعد تخبط في القرار. مع نيله تشجيعًا بوصول أخبار انتصار بلوتشر في لاون، عبر الجيش الرئيسي للحلفاء نهر السين وأرغم مكدونالد على الانسحاب إلى ما بعد بروفينس بحلول 16 من شهر مارس. تعرض هجوم شوارزنبرغ لتوقف مفاجئ مع وصول أنباء نجاح نابليون في رانس إلى معسكر جيش الحلفاء.
قرر نابليون التحرك لمواجهة شوارزنبرغ مع 24 ألف جندي إضافة إلى التعزيزات، في حين راقب مارمونت وإدوار مورتيي جيش بلوتشر مع 21 ألف جندي. صمم الإمبراطور الفرنسي على السير نحو أركي سور أوب، آملًا أن يصل إلى تروا عند مؤخرة الجيش الرئيسي للحلفاء. في 17 من شهر مارس أمر شوارزنبرغ جيشه بالانسحاب نحو منطقة تقع بين تروا وأركي. في اليوم التالي، أرغم حرس المقدمة التابع لنابليون قوات شوارزنبرغ المدرعة على الانسحاب جنوبًا نحو أركي، الأمر الذي أثار قلقًا في صفوف قادة جيش الحلفاء. وصدرت أوامر إلى الفيلق النمساوي البافاري الخامس الذي كان تحت قيادة كارل فيليب فون فريدي بالبقاء في أركي إلى أن يتمكن ما تبقي من جيش شوارزنبرغ من الانسحاب شرقًا من تروا نحو بار سور أوب. في ظهيرة يوم 19 من شهر مارس، بدأ الفرنسيون عبور نهر أوب عند بلانسي لاباي. وواصلت فرقة مدرعات تحت قيادة لويس ميشيل ليتورت دو لورفيل طريقها نحو الجنوب الغربي إلى ميري سور ساين حيث استولت على جسر عائم تابع لجيش الحلفاء. تحركت فرق المدرعات الفرنسية التي كانت تحت قيادة ريمي جوزيف إيسيدوري إكسيلمانز وبيير ديفيد دو كولبيرت تشابانايس شرقًا على الضفة الجنوبية للأوب من بلانسي نحو بوان ليس فالي، منتصف الطريق نحو أركي.
فسر شوارزنبرغ هذه المعلومة على أنها إشارة إلى أن اندفاع نابليون الرئيسي كان على امتداد محور بلانسي ميري تروا. ومع اعتقاده أن خطوط إمداده لم تعد تحت تهديد، قرر شوارزنبرغ مساء يوم 19 من شهر مارس حشد جيشه بين تروا وأركي بنية التقدم في وجه الفرنسيين. أمر قائد الجيش النمساوي أن يتولى ولي العهد فيلهلم الأول قيادة الفيالق رقم 3 و4 و6 والتحرك نحو تشارمونت سو باربويس، الواقعة منتصف الطريق بين أركي وتروا. وصدرت أوامر إلى قوات الحرس وقوات الاحتياط بالعبور من الضفة الشمالية إلى الضفة الجنوبية للأوب واتخاذ موقع عند ميسنيل ليتر. في هذا اليوم، كان جيش مكدونالد يتحرك نحو الشرق على امتداد الضفة الشمالية للسين مع وجود عناصر القيادة التابعة له عند بونت سور سين.
اعتقد نابليون أن شوارزنبرغ كان في حال انسحاب تام شرقًا نحو بار سور أوب. ومن أجل دفع الجيش الرئيسي للحلفاء للاستعجال على طريقه، قرر الإمبراطور الفرنسي التحرك شرقًا على الضفتين الشمالية والجنوبية للأوب للاستيلاء على أركي. وما إن تمكن من توجيه دفعة قوية لجيش الحلفاء، خطط نابليون لأخذ الجيش الفرنسي عبر نهر المرن عند فيتري لو فرانسوا، والسير نحو الشرق وإضافة الحاميات الشرقية إلى جيشه. خطط الإمبراطور الفرنسي لإضافة ال 30 ألف مقاتل الذي كانوا تحت قيادة مكدونالد وال 20 ألف مقاتل الذين كانوا تحت قيادة مارمونت إلى جيشه وهو على طريقه. كان تقييم نابليون للأوضاع صحيحًا إلى أن قرر شوارزنبرغ شن الهجوم في أواخر يوم 19 من شهر مارس.

## المعركة

### اليوم الأول
في 20 من شهر مارس، أمر شوارزنبرغ فريدي باتخاذ موقع عند ساينت نابورد سور أوب في حين كانت فيالق ولي عهد فورتمبرغ الثلاثة تمتد بين تلك المنطقة وبين فوي. كان المارشال الميداني النمساوي ينوي البدء بتقدم نحو الغرب عند الساعة ال 11. ومع افتراضه أن نابليون كان يسير على امتداد جبهته من بلانسي إلى ميري، كان شوارزنبرغ يأمل أن يتمكن من اكتساح الخاصرة الفرنسية المكشوفة. إلا أن نابليون كان يتقدم نحو الشرق، لا الجنوب، الأمر الذي جعل جميع خطط قائد الجيش النمساوي تذهب هباء رياح.